# Turkije op de Olympische Zomerspelen 1956
Turkije nam deel aan de Olympische Zomerspelen 1956 in Melbourne, Australië en Stockholm, Zweden (onderdelen paardensport). Met zeven medailles werd het, tot dan toe, een na hoogste aantal medailles door Turkije behaald.

## Medailles

### 1Goud
- Mithat Bayrak — worstelen, mannen Grieks-Romeins weltergewicht
- Mustafa Dagistanli — worstelen, vrije stijl bantamgewicht
- Hamit Kaplan — worstelen, vrije stijl zwaargewicht

### 2Zilver
- Riza Dogan — worstelen, Grieks-Romeins lichtgewicht
- Ibrahim Zengin — worstelen, vrije stijl weltergewicht

### 3Brons
- Dursun Ali Egribas — worstelen, Grieks-Romeins vlieggewicht
- Hüseyin Akbas — worstelen, vrije stijl vlieggewicht

## Deelnemers

### Paardensport
Bedri Böke, Nail Gönenli, Arslan Güneş, Fethi Gürcan; Salih Koç, Kemal Özçelik

### Worstelen
Hüseyin Akbaş, Adil Atan, İsmet Atlı, Mithat Bayrak, Mustafa Dağıstanlı, Rıza Doğan, Dursun Ali Eğribaş, Adil Güngör, Hamit Kaplan, Müzahir Sille, Bayram Şit, Yaşar Yılmaz, İbrahim Zengin